# 土田喜代一
土田 喜代一（つちだ きよかず、1920年1月20日 - 2018年10月15日）はペリリュー島から生還した日本兵。ペリリューの戦いでは海軍上等水兵、最終階級は海軍二等兵曹。

## 経歴
1920年（大正9年）1月20日 福岡県八女郡水田村（現・筑後市）に生まれる。1935年（昭和10年）八女工業学校卒業。1943年（昭和18年）1月、佐世保第2海兵団に入団する。同年4月、博多海軍航空隊（実習部隊）に配属された後、横須賀航海学校見張り科に入校する。同年10月の鹿屋航空隊への配属を経て、第1航空艦隊第761海軍航空隊（主力・一式陸上攻撃隊）に配属される。1944年（昭和19年）2月、マリアナ諸島テニアン島へ向かう。同年6月マリアナ沖海戦により、パラオ諸島ペリリュー島へ転進（撤退）し、第1航空艦隊西カロリン方面航空隊に移る。見張りの任務に就く。同年9月の米軍上陸後は陸戦隊員として戦う。同年11月24日のペリリュー守備隊玉砕後も生き残り、日本軍の反撃を信じて抗戦を続ける。1945年（昭和20年）8月15日の玉音放送も知らず、潜伏を続ける。1947年（昭和22年）4月、書き置きを残して仲間の元から脱走し、米軍に保護される。残存日本兵に投降を呼び掛けに来ていた澄川道男少将とともに仲間を説得する。同月22日、仲間全員が帰順する。同年中に復員（浦賀）。故郷の福岡県筑後市で写真土田を経営する。2018年（平成30年）10月15日死去。98歳だった。

## エピソード

### ペリリューの戦い
土田喜代一海軍上等水兵は、見張りが専門であったから、ペリリュー島では海軍戦闘指揮所の屋上から見張りをやっていた。交代で24時間ずっと見張りを続けた。サイパン、グアム、テニアンの敗報が続いていたので、次はこの島だと覚悟して見張りをしていたら、島の海軍トップの大谷中佐が見張り場所の下にやって来て、敵がグアムの方向より向かって来るから見張りを厳重にしろと命じられた。土田が一生懸命見張っていると米海軍の艦載偵察機カーチスSB2Cが姿を見せた。米軍空母はまだ見えないけれども艦載機が現れたので本部に報告した。思った通り米艦隊が現われて艦砲射撃を始めた。島の日本海軍部隊は飛行機も艦船も全くないので海軍洞窟に籠った。土田は陸戦隊に編入されたが、本来海軍兵なので陸上戦闘の経験に乏しかった。
米軍の上陸時、土田は通信壕にいた。これは海軍洞窟から20数メートルのところにあった壕で、全長約80メートルあり、壕の入り口に最も近いところに第1中隊長がいた。土田はその下の第1小隊に属した。9月15日の朝、米軍が上陸した。飛行場を背にしたイワマツ陣地で激戦になっている様子が感じられた。夜には土田らの籠る通信壕の近くに米軍の戦車がやってきて戦車砲を放った。中隊長が怒って戦車への攻撃を命じ、3名の決死隊を募った。棒地雷という兵器を手に持って敵戦車もろとも吹き飛ぶという自爆攻撃であった。2人が立ち、もう1人誰かいないかということになった。土田が朝に始めて晩に死ぬのは早すぎるだろうと迷っていたら、小寺亀三郎という一等兵が手を挙げて「両親から死ぬときは潔く死ねと言われました」と、元気よく出て行った。小寺一等兵はその直前まで土田から銃の撃ち方を教わっていた、おそらく銃を撃ったこともない兵士だった。後で土田が水汲みを命じられて外に出ると、2台の米軍戦車が燃えていて米兵が5人ほど死んでいた。小寺一等兵らの攻撃の結果だと思われた。そのとき汲んできた水で飯を炊いて通信壕から出撃した。銃弾の降る中を進み、照明弾に照らされて艦砲射撃に晒された。第1小隊は全滅し、土田1人が無傷で生き残り、海軍洞窟にたどり着いた。

### 敗残兵として
11月24日にペリリュー守備隊長中川州男大佐が自決し、73日間の組織的戦闘が終結した。しかし土田たちはそのことを全く知らなかった。土田は敗残兵としてしばらく海軍洞窟に潜んでいたが、もっといい所はないかと思い、三原という兵長と共に探しに出て行った。直径20メートルほどのドーナツ状の窪地に降りて、斜面に横穴を見つけて潜んでいた。窪地の斜面は急なので米兵は降りて来ないと思っていた。ところが、あるとき米兵が降りてきた。急斜面なので何も持たずに素手で降りてきたようだった。土田たちも銃を持っていなかった。土田が穴から顔を出すと相手も穴をのぞき込んでいた。30センチメートルほどの距離で顔と顔とを突き合わせる格好になった。互いに何も言わずに後ずさりして逃げた。土田は三原兵長と共に逃げて大きな窪地を見つけて隠れた。米兵に見つかりそうになったがサイレンの音に救われた。サイレンは米兵にランチタイムを知らせるために毎日12時に鳴るものだった。米兵たちはランチを始め、土田たちはその隙に逃げ去った。
ある月の明るい夜、三原兵長と共に水を汲みに行って道へ出ると、突然クルマのライトに照らされた。辺り構わず身を投げ出して隠れたが、土田は米兵の直ぐ足元に身を伏せてしまった。米兵は足元の土田に気が付かずに、遠くばかりを見ていた。月夜の明るさとヘッドライトの眩しさが相まって、かえって近くが見えにくいようだった。銃声が聞こえ、その数秒後に「土田、水くれ…」という三原兵長の声が聞こえた。三原兵長はそう言ったきり、こと切れたようだった。米兵はもう一つの人影を探していたが、近くにいた土田に気付かないまま去って行った。
食糧は自己調達であるから部隊の間で争奪戦になった。土田とその仲間は海軍工作科壕に日本軍の缶詰が備蓄してあったのを取りに行っていたが、陸軍通信隊の連中もその缶詰の存在に気付いたようだったので、先回りして缶詰を独占しようとして備蓄場所に向かった。その場で彼らと鉢合わせになり、競い合うにように缶詰を確保した。彼らが引き上げたあと、仲間の千葉兵長の提案により、米軍の高射砲陣地に食糧を探しに行った。そこは米軍の缶詰の山だった。日本軍の缶詰を放り出して米軍の缶詰を1人5～6箱を担いで運んだ。持ち切れず、後で取りに来ようと途中で何箱か隠しておいた。それが米軍に見つかったのか、あるいは米軍の缶詰を食った残骸を放置していたのが見つかったのか、米軍に大規模な掃討戦をくらった。200人ぐらいの米兵が掃討にきて、4人の仲間が犠牲になった。

### 生還
生還のきっかけは千葉兵長が木に登ってパパイアをちぎっているところを見つかったことだった。千葉兵長が捕まったという知らせを聞いて土田たちが現場に駆け付けると、千葉兵長が1人の男と格闘しているところであった。土田たちが銃を撃ちかけると格闘相手は逃げだした。あとで分かったことだが、この格闘相手は残存日本兵を探しに来た島民だった。米軍はこの格闘事件を受けて旧日本軍の軍人に説得を依頼した。海軍第4艦隊参謀長の澄川道男少将が米軍の依頼を受けて島に来た。澄川少将は手紙を書いて日本兵の隠れ処と思しき場所に投げ込んだ。多くの仲間はこれを敵の欺瞞工作かと疑ったが、土田は冗談めかして「参謀長が会おうという手紙だから、私に行けというなら命懸けで行ってきます」と言った。笑い話にしなければ仲間に殺される雰囲気だった。
1947年（昭和22年）4月、仲間が調達に出かけ、自分1人が見張りに残った機会をとらえて、1枚の書き置きを残して仲間の元から脱走した。初め銃を持って島民のところに行ったが埒が明かず、いまさら仲間の元に帰っても殺されるに決まっているから、思い切って米兵のジープを止めた。澄川少将と面会し、日本が負けた証拠を見せろと迫った。アンガウル島に連れて行かれ、そこで日本人と米国人が一緒に働いているのを見て初めて日本の敗戦を納得した。澄川少将が日本兵の隠れ処に何日も呼びかけたが、誰も出てこなかった。土田は悩んだ末に仲間4～5人の実家を知っていることを思い出した。その家族に終戦の証拠となる手紙を書いてくれるように依頼した。折り返しで手紙が届くのを待って、仲間の隠れ処の前でこれを読み上げた。土田が手紙を一生懸命読むうちに、中から「よーし。分かったー」という声がした。山口少尉の声だった。澄川少将が武器を持たずに中に入った。「陛下はいかがなされましたか」、それが山口少尉の最初の質問であった。土田も仲間も自分たちが昭和天皇から御嘉賞（お褒めのお言葉）を2回賜ったことを知っていた。2回の御嘉賞で元気百倍で戦っていた。土田を含む残存日本軍将兵34名全員が帰順したのは1947年（昭和22年）4月22日のことだった。
同年中に復員し、浦賀港に到着した。帰国後、御嘉賞の回数が合計11回であったと聞いてびっくりした。ペリリュー島から日本に生還した34名の将兵で戦友会「三十四会（みとしかい）」を結成した。しばらくはペリリュー帰りというと「凄く抵抗した島じゃないですか」と驚かれた。しかし次第に忘れられていった。

### ペリリュー戦70年
2014年9月15日、土田はペリリュー島で開かれた米軍上陸開始70年記念式典に出席した。36年ぶり13回目の訪島だった。式典はペリリュー州政府と米政府の主催によるもので、米軍関係者や島民ら約300人が参加した。米日両国の国歌演奏の後、ペリリュー州知事が元日本兵土田喜代一94歳と元米海兵隊員89歳の氏名を読み上げると出席者全員が立ち上がって拍手で迎えた。土田は孫娘31歳に付き添われて前に出て、元米海兵隊員と敬礼を交わした後、抱擁して何度も握手した。 「悲惨な戦いだった。二度と戦争を起こしてはいけない」と語り、「米軍は、最後まで戦い抜いた私たちに敬意を持って接してくれた。ただ、私のような目に遭う者を二度と出してはいけない」と涙ぐんだ。

### 天皇皇后の慰霊訪問
2015年3月22日、天皇皇后（現・上皇上皇后）のパラオ戦没者慰霊訪問を前にして、土田は御所に招かれて天皇皇后と懇談した。天皇皇后から「本当に長いこと大変にご苦労さまでした」とねぎらわれた。4月5日、ペリリュー島に到着し、慰霊碑「みたま」の前でハーモニカを吹いた。若くして散った戦友たちを思い、南洋の兵士の郷愁をうたった曲「ラバウル小唄」を選んだ。同月9日、天皇皇后が同島の西太平洋戦没者の碑の前で戦没者を追悼するのに立ち会った。追悼する天皇皇后の姿に「一万の英霊たちが喜ぶ姿が、はっきりと見える」とつぶやいた。天皇皇后から「どうぞ元気でね」との言葉をかけられた。

## TV番組と映画と漫画
2008年5月26日、NHKで「［証言記録　兵士たちの戦争］ペリリュー島 終わりなき持久戦 ～茨城県・水戸歩兵第２連隊～」が放映された。土田は（水戸歩兵第2連隊ではないが）前年12月22日に証言を行っていた。
2014年8月13日、NHKスペシャル「狂気の戦場 ペリリュー ～“忘れられた島”の記録」が放映された。土田の証言は同年1月に収録されていた。
2015年2月23日、日本テレビNNNドキュメント「“じいちゃん”の戦争 孫と歩いた激戦地ペリリュー」が放映された。これは、前年9月15日に行われたペリリュー戦70年記念式典に出席するために土田が孫娘とともにペリリュー島を訪れたときの様子を取材したものであった。土田が戦争の記憶を孫娘に引き継ぐという意趣で、戦争中に見張りをしていた施設、潜んでいた洞窟、仲間が眠る墓地などを訪ねて回った。
同年4月の天皇皇后の慰霊訪問に触発され、ペリリューの戦いに関する映画や漫画が製作された。土田はドキュメンタリー映画『追憶』にキャストとして出演し、2016年11月5日の初日舞台挨拶に登壇した。自分が生き残ったことについて「何回ももう駄目だと思っていたけれど、弾がひとつも当たらなかった。あの時、どうして弾が当たらなかったのだろうと思いますが、戦争の激しさを皆さんに伝えて欲しいという何かしらの力が働いて、こうして日本に還って来られたのではないかなと思っています」と語った。

2017年夏、武田一義による戦争漫画『ペリリュー -楽園のゲルニカ-』の原画展が開催された。8月1日、土田は熊本の会場を訪れ、作者の武田と対談した。「島の記録が漫画として永遠に残っていくことは良いことだ。じっくり読んでいきます」と言って武田を激励した。武田は土田と会えたことに感激し、土田の明るい性格を登場人物に投影したいと述べた。武田の戦争漫画は、対談の後に発売された第4巻（2018年1月28日発売）から土田を「証言協力」としてクレジットしている。同年5月には武田が福岡県の土田の自宅を取材に訪れた。武田の取材の様子をNHKのカメラが追っていた。同年10月に土田が亡くなり、その月の翌月2日、武田による取材の様子がNHKの番組として放送された。